# Deutscher Musikpreis
Il Deutscher Musikpreis è un premio musicale tedesco, istituito nel 1979 dalla Deutsche Musikverleger-Verband e dalla Gesamtverband Deutscher Musikfachgeschäfte. Viene assegnato per premiare importanti contributi alla musica tedesca.
Dal 2008 è assegnato solamente dalla Deutsche Musikverleger-Verband (DMV) e consiste in una somma pari a 10000 €.

## Vincitori
- 1982: RIAS Jugendorchester
- 1985: Peter Maffay
- 1989: Richard Jakoby
- 1993: Die Prinzen
- 1997: Bundesjazzorchester
- 2000: Rolf Zuckowski
- 2004: Udo Jürgens
- 2008: Bundesjugendorchester
- 2012: Dieter Thomas Heck